# Майнхардини
Майнхардините или Горицката династия (на немски: Meinhardiner, Görzer; на италиански: Conti di Gorizia, Mainardini, Гьорц) са благороднически род от баварски произход в Австрия. Те управляват първо Гориция, след това в Тирол. През Средновековието те са важна фамилия в южната територия на Алпите.
Членове на рода са владетели на Кралство Бохемия, също титулярни крале на Кралство Полша, на маркграфствата Моравия и Истрия, херцогствата Каринтия (1286 – 1335) и херцогство Крайна, графствата Горица (1130 – 1500), Тирол (1253 – 1363) и Истрия също Патриархат Аквилея. През 1500 г. династията изчезва, нейният последен представител е граф Леонард.

### Херцози на Каринтия
- Майнхард IV (1286 – 1295)
- Ото III (1295 – 1310)
- Хайнрих VI (1310 – 1335), крал на Бохемия (1306 и 1307 – 1310 г.)

### Други от фамилията
- Елизабета Каринтийска, Горицко-Тиролска (1262 – 1312), дъщеря на Майнхард IV, през 1276 г. се омъжва за германския крал Албрехт I Хабсбургски
- Елизабета Каринтийска (1298 – сл. 1347), нейна племенница, внучка на Майнхард IV от син му Ото III, 1337 г. кралица на Сицилия и съпруга на крал Педро II от Сицилия.